# Boeken (televisieprogramma)
Boeken is een televisieprogramma van de VPRO, gepresenteerd door Lotje IJzermans. Hiervoor werd het afwisselend door Tjitske Mussche en Carolina Lo Galbo gepresenteerd. Tot 20 maart 2016 was Wim Brands de presentator. Sinds 27 maart 2016 trad Jeroen van Kan op als zijn vervanger en na het overlijden van Brands als zijn opvolger. Sedert 2017 presenteerden Van Kan en Carolina Lo Galbo afwisselend het programma. In de laatste vier maanden van 2019 wordt Van Kan afgelost door Tjitske Mussche, zij zal afwisselend met Lo Galbo het programma presenteren tot eind december 2019, daarna werd het programma opgeheven. Op 25 februari 2024 keerde Boeken terug vanuit Bibliotheek Neude in Utrecht.

## Format
Het programma is begonnen in het najaar van 2005 als boeken & cetera en bestaat uit korte interviews met schrijvers van twee recent gepubliceerde boeken met de auteurs of anderszins betrokkenen. De interviews gaan meestal over de inhoud van nieuwe publicaties, maar kunnen (bij biografieën, vertalingen of een in memoriam bijvoorbeeld) ook over de auteur zelf gaan. Het is met vaak meer dan 200.000 kijkers een van de best bekeken programma's op zondagochtend; het programma wordt doorgaans de zaterdag daarop herhaald. Vanaf 1 september 2013 kreeg de zondag twee uitzendingen; één reguliere en Boeken op Reis, een serie waarin Brands zes schrijvers in het buitenland opzocht.

## Kritiek
De VPRO heeft kritiek gekregen omdat presentator Wim Brands sommige van zijn gasten uitspraken omtrent de PVV en Geert Wilders ontlokt zou hebben of gesprekken regelmatig naar deze onderwerpen geleid zou hebben.
Veelgehoord weerwoord tegenover deze kritiek is echter dat Wim Brands via scherpe vragen vaak het onderwerp van het boek naar een hedendaagse en bredere context wist te brengen. Dat de PVV tijdens de latere seizoenen een veelvoorkomend en typerend onderwerp was voor de hedendaagse maatschappij lijkt een mogelijke verklaring en tenietdoening voor de kritiek.

## Afleveringen
Zijn beste interview ooit vond Wim Brands zijn gesprek met de Israëlische schrijver David Grossman.

## Prijzen
In 2019 werd de Groenman-taalprijs aan het programma toegekend.